# Castillo Duwisib
El Castillo de Duwisib, a veces llamado Duwiseb o Duweseb, es una gran fortaleza de aspecto pseudo-medieval en las colinas de la región semiárida del sur de Namibia, concretamente a 72 km al suroeste de Maltahöhe, en la región de Hardap.

## Historia

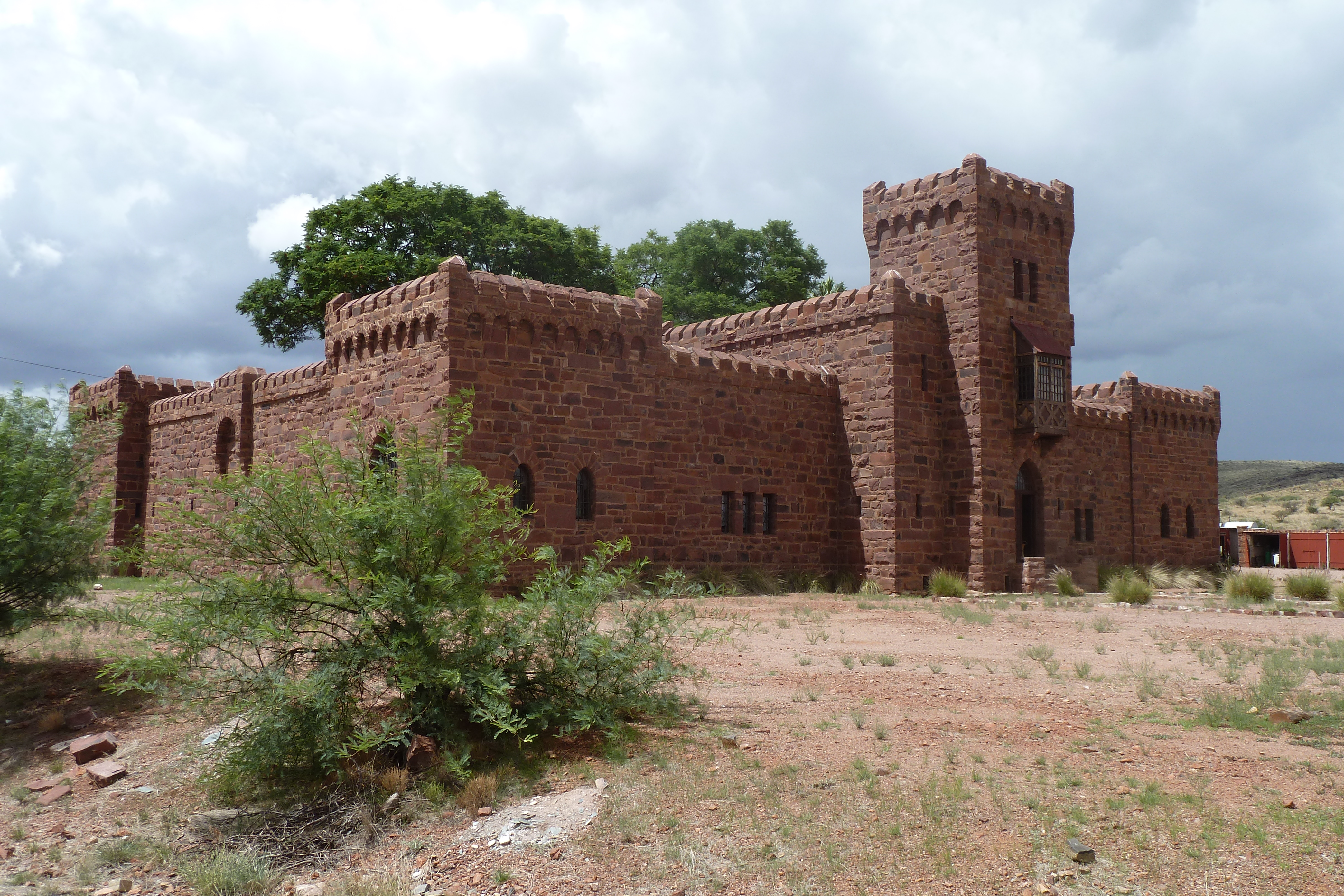
Aunque construido en el estilo historicista, el castillo podía soportar un asedio moderno, un legado del entrenamiento militar de Von Wolf

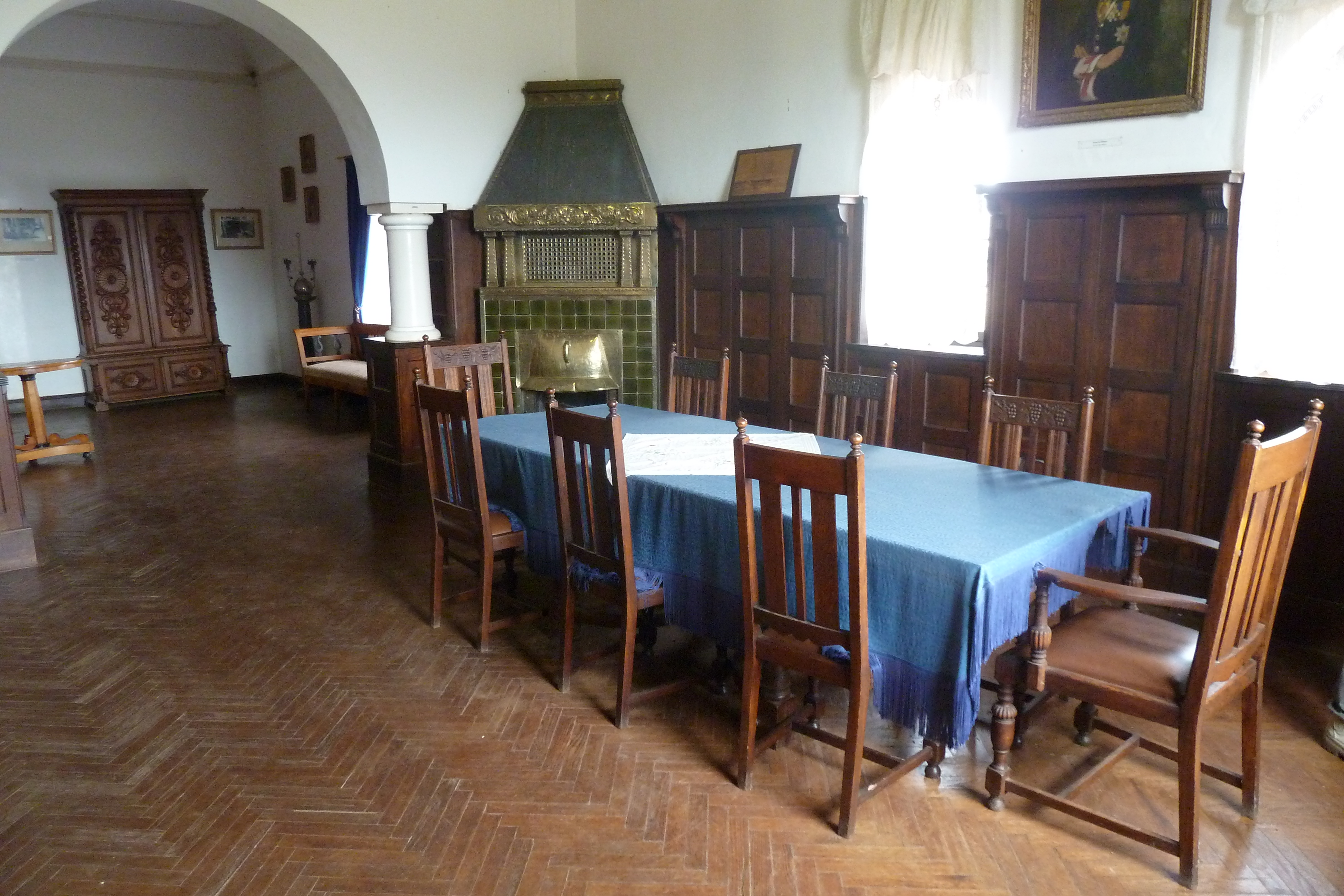
Comedor

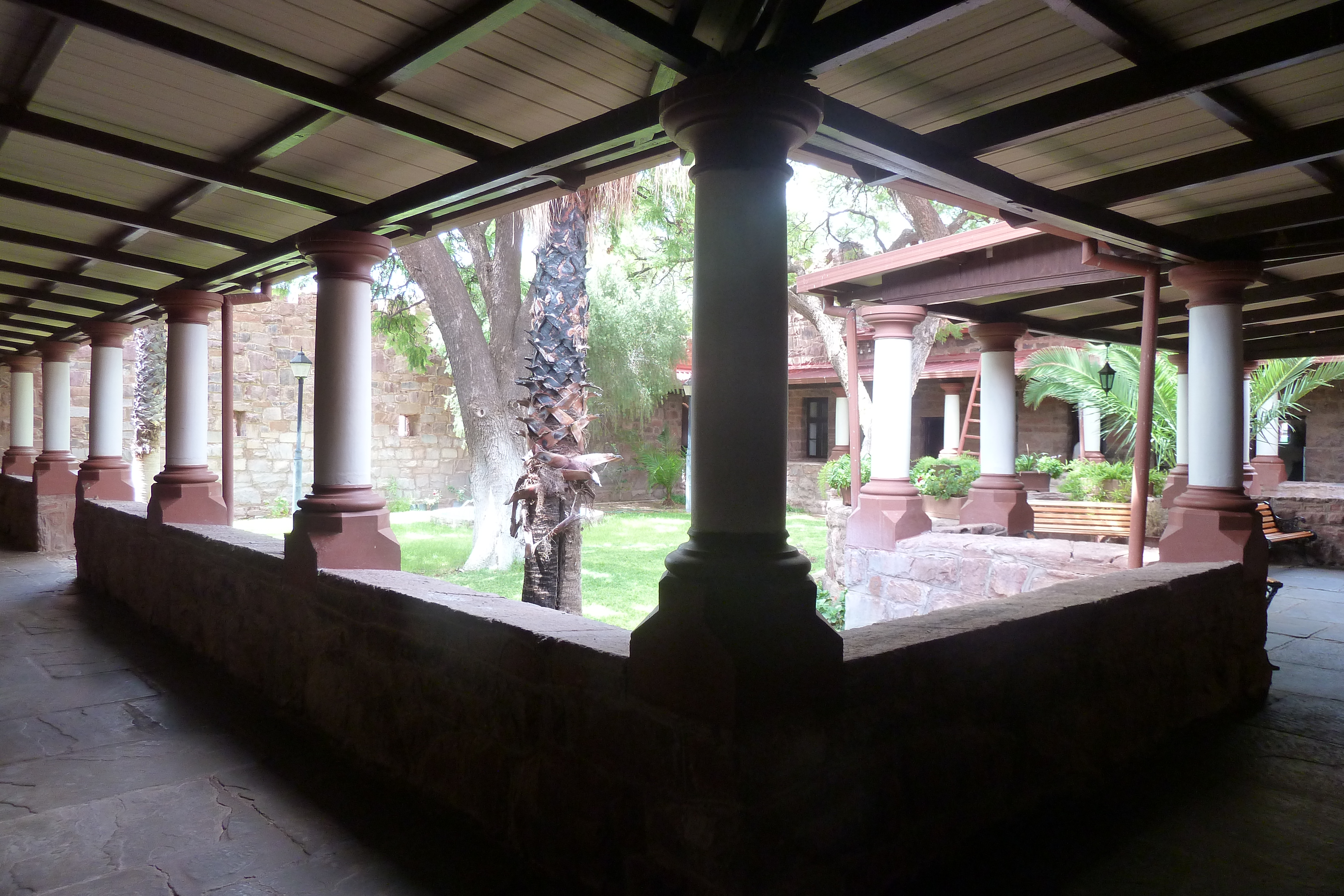
El diseño del patio está aparentemente inspirado en los claustros de los monasterios occidentales

Duwisib fue construido por el "Barón" Capitán Hans Heinrich von Wolf (nacido en Dresde, el 11 de septiembre de 1873), un oficial de artillería sajón que seguía los pasos de su padre Ernst, un oficial del  Real Ejército Sajón, que sirvió en Königsbrück y fue destinado al (entonces) sudoeste de Alemania en la Schutztruppe. Después de la guerra entre Alemania y los namas, el capitán von Wolf volvió a casa y se casó con la hijastra del cónsul de los Estados Unidos, la Srta. Jayta Humphreys (1881-1963), el 8 de abril de 1907. Decidieron establecerse en el África sudoccidental alemana y compraron ocho granjas en la zona de Maltahöhe que cubrían 20 000 hectáreas, a las que añadieron otras 35 000 hectáreas en 1910, explotando la propiedad como un criadero de caballos de purasangre ingleses y australianos.
Se encargó al eminente arquitecto Wilhelm Sander que diseñara un edificio y la construcción comenzó en 1908. Se esperaba que el castillo se asemejara a algunos de los fuertes alemanes existentes en Namibia, incluyendo sólo en Windhoek los castillos de Schwerinsburg, Sanderburg, Heinitzburg y las oficinas administrativas conocidas como el Tintenpalast (ahora el edificio legislativo nacional). La arenisca roja se obtenía localmente, pero la mayoría de los materiales como el hierro, la madera, el cemento y las lámparas se importaban de Alemania, primero por vía marítima desde el puerto de Lüderitz y luego se transportaban a 300 km de la costa (y a 400 km al sur de la capital, Windhoek) en carros tirados por 24 bueyes a través del desierto de Namib. Se contrataron artesanos de toda Europa, incluidos albañiles de Italia y carpinteros de Suecia e Irlanda. Los Lobos Von vivían en una cabaña con su cochero y su sirviente Herero durante la agotadora construcción, y mientras estos sirvientes participaban en el mantenimiento, los Von Wolf participaban ávidamente, Hans Heinrich plantando las palmeras del patio. El edificio resultante constaba de 22 habitaciones e incluía mobiliario comprado en una subasta del castillo e importado, como un enorme armario de roble alemán y mesas de bambú turco. A la inauguración de mediados de 1909 asistieron importantes dignatarios del sudoeste africano.
Mientras viajaban a Europa en 1914, estalló la Primera Guerra Mundial y el barco que llevaba a Von Wolf y su esposa fue desviado a Río de Janeiro. Jayta Humphreys había conservado su ciudadanía americana y encontró un pasaje a Europa en un barco holandés; la leyenda dice que el Barón tuvo que viajar disfrazado de mujer. A su llegada a Europa, el Barón se reincorporó al ejército alemán, y fue muerto en la Batalla del Somme en 1916, sólo dos semanas después de haberse alistado. Su esposa no pudo regresar sola a Namibia y nunca más reclamó el majestuoso castillo. Permaneció en la costa del Tegernmeer en Baviera ya que su padrastro había sido nombrado cónsul general en Munich, antes de establecerse a finales de los años 30 en Zúrich, donde conoció y se casó con Erich Schlemmer, el cónsul general de Siam. Después de que los Von Wolfs abandonaran Sudáfrica, su amigo Max Count von Lüttichau fue nombrado albacea de la granja, pero esta se declaró en bancarrota poco después de la Primera Guerra Mundial, y como el gobierno sudafricano no pagó ninguna compensación por ésta o por varias incursiones en tiempos de guerra, la casa se vendió por 7500 libras a la familia sueca Murrmann. El nuevo propietario murió poco después de su llegada y su hijo murió en la Segunda Guerra Mundial, tras lo cual el castillo se vendió por 25 000 libras a la empresa privada Duwisib Pty Ltd y el resto de la tierra se dividió y vendió. Jayta regresó a los EE. UU. para quedarse con sus padres en Summit, Nueva Jersey. Varios cambios de propiedad más tarde, el castillo fue adquirido por el gobierno en 1979 y restaurado extensamente en 1991.

## Estado actual
Lo que se dice que son descendientes de sus caballos pueden verse hoy en día vagando libres y salvajes como Caballos del Desierto de Namibia a lo largo de la carretera y en las zonas restringidas de diamantes, aunque no se sabe con exactitud si este es el origen de estas manadas. Los visitantes pueden visitar el castillo e incluso pasar la noche en una habitación reformada dentro del castillo desde la renovación de 2014.